# Biblioteka Publiczna Gminy Nieporęt
Biblioteka Publiczna Gminy Nieporęt – gminna biblioteka w Nieporęcie znajdująca się przy ulicy Dworcowej 9A. Została założona w 1949 r.

## Filie
- Filia Biblioteki Publicznej w Kątach Węgierskich
- Filia Biblioteki Publicznej w Zegrzu Południowym

## Historia
W gminie Nieporęt pierwszymi placówkami bibliotecznymi utworzonymi po II wojnie światowej były punkty biblioteczne. Powstały one w styczniu 1949 roku, w większości wsi należących do Gromadzkiej Rady Narodowej.
W dokumentacji archiwalnej nie odnaleziono aktu powołania Gminnej Biblioteki Publicznej. Przez wiele lat przyjmowano, że rokiem utworzenia Biblioteki Gminnej był 1956, ze względu na datę pierwszego wpisu do inwentarza. Jednak na podstawie protokołu posiedzenia zarządu gminnego z dnia 29 października 1949 r.( Nr 5) można przyjąć również tę datę jako wyznaczającą moment powstania biblioteki. Punkt 2 protokołu dotyczy bowiem sprawy jej uruchomienia: „Zarząd gminy postanowił przydzielić w kancelarii gminy szafę na książki przydzielone dla Gminnej Biblioteki Publicznej. Następnie wynagrodzenie dla bibliotekarza z chwilą uruchomienia Biblioteki - wyznacza się na 5000 złotych miesięcznie". 
Pierwszym lokalem Biblioteki był położony przy cmentarzu barak po Misji Angielskiej, w którym obecnie mieści się zakład kamieniarski. Z relacji byłych bibliotekarek wiadomo, że Biblioteka Gminna miała wtedy 12 m. kw. i sąsiadowała z wiejską świetlicą. Na przełomie lat 60. i 70. Bibliotekę przeniesiono do domu prywatnego Aleksandry Szlachetki przy ul. Dworcowej. W tym czasie Biblioteka to 20-metrowy pokój z kilkoma regałami książek. Po trzech latach znowu nastąpiła zmiana siedziby - Bibliotekę przeprowadzono do domu prywatnego państwa Daszkiewiczów, gdzie zajmowała pokój z kuchnią. Lokalizacja ta, przy Pl. Wolności, była bardzo korzystna, bo biblioteka znajdowała się w centrum gminy.
Od 1982 siedzibą Biblioteki Gminnej stał się znowu przycmentarny barak powojennej Misji Angielskiej. Działała tam przez 19 lat, mając za sąsiada Gminny Ośrodek Kultury. Najpierw w dwóch, a po kilku latach w trzech maleńkich pomieszczeniach mieścił się kilkunastotysięczny księgozbiór. Czytelnicy i bibliotekarze cierpieli z powodu ciasnoty i zimna. Warunki pracy Biblioteki poprawiły się w 2001 r., gdy ówczesne władze gminne oddały w jej użytkowanie 88 metrowy lokal w nowym budynku przy ul. Dworcowej. 
Na przestrzeni prawie sześćdziesięciu lat Biblioteka nie tylko zajmowała różne lokale, lecz także nosiła różne nazwy. Z Biblioteki Gminnej zmieniona została na Gromadzką, później znów na Gminną. 
Pierwszą kierowniczką Biblioteki była p. Henryka Powała, obecnie Smoczyńska. Następnie panie: Władysława Pisarek, Anna Kotowska i Maria Gleb (która aż  20 lat kierowała biblioteką). Elżbieta Kotowska, Dyrektor Biblioteki Publicznej Gminy Nieporęt, pracuje w tej instytucji od 1983 r.

## Zbiory i wyposażenie
W swoich zbiorach Biblioteka posiada podręczniki akademickie, słowniki, encyklopedie, książki z różnych dziedzin: beletrystykę, literaturę popularnonaukową, książki dla dzieci i młodzieży. Od 2008 Biblioteka dysponuje katalogiem zbiorów książek i multimediów udostępnionym w sieci. Od 2013 r. placówka główna w Nieporęcie wprowadziła automatyczny system wypożyczeń. Od 2016 system ten został wprowadzony również w filiach. Biblioteka Publiczna Gminy Nieporęt wraz z filiami posiada łącznie 11 komputerów podłączonych do Internetu.